# Serbia y Montenegro en los Juegos Olímpicos de Turín 2006
Serbia y Montenegro estuvo representada en los Juegos Olímpicos de Turín 2006 por un total de 6 deportistas que compitieron en 4 deportes.  
La portadora de la bandera en la ceremonia de apertura fue la esquiadora Jelena Lolović. El equipo olímpico de Serbia y Montenegro no obtuvo ninguna medalla en estos Juegos.